# Ntsoralé
Ntsoralé är en ort i Komorerna.   Den ligger i distriktet Grande Comore, i den nordvästra delen av landet, 16 km öster om huvudstaden Moroni. Ntsoralé ligger 393 meter över havet och antalet invånare är 476. Den ligger på ön Grande Comore.
Terrängen runt Ntsoralé är varierad. Havet är nära Ntsoralé åt nordost.  Närmaste större samhälle är Moroni, 16,4 km väster om Ntsoralé. Omgivningarna runt Ntsoralé är en mosaik av jordbruksmark och naturlig växtlighet.